# Думбадзе, Фатуша Давидовна
Фатуша Давидовна Думбадзе (род. 1913, Кобулетский муниципалитет, Аджария) — советский хозяйственный, государственный и политический деятель.

## Биография
Родилась в 1913 году. Член КПСС с 1939 года.
С 1932 года — на хозяйственной, общественной и политической работе. В 1932—1971 гг. — секретарь Аджарского областного комитета ЛКСМ Грузии по кадрам, секретарь Батумского городского комитета ЛКСМ Грузии, 1-й секретарь Аджарского областного комитета ЛКСМ Грузии, министр социального обеспечения Аджарской АССР, министр культуры Аджарской ССР, секретарь ЦК КП Грузии, министр бытового обслуживания Грузинской ССР. 
Избиралась депутатом Верховного Совета Грузинской ССР 2-го и 3-го созывов, Верховного Совета СССР 5-го созыва.
Делегат XXIV съезда КПСС.
Умерла после 1971 года.